# Kalyny (okres Ťačiv)
Kalyny, někdy také Kaliny, ukrajinsky Калини, maďarsky Alsókálinfalva) je obec v Dubovské územní komunitě, ležící v okrese Ťačiv v Zakarpatské oblasti Ukrajiny. V roce 2001 zde žilo 5844 obyvatel.

## Historie
Do uzavření Trianonské smlouvy byla obec součástí Uherska, poté po názvem Kaliny byla součástí Československa. Od 15. dubna 1939 byla obec součástí samostatného státu Karpatská Ukrajina; o několik dní později bylo Zakarpatí obsazeno maďarskými vojsky. Od roku 1945 obec patřila k Ukrajinské sovětské socialistické republice, která byla součástí SSSR, a nakonec od roku 1991 patří samostatné Ukrajině.